# Manuel Marcué Pardiñas
Manuel Marcué Pardiñas (Ciudad de México, 14 de julio de 1916-6 de septiembre de 1995) fue un periodista, político y activista mexicano de izquierda, los últimos años de su vida fue integrante del Partido de la Revolución Democrática (PRD). Fue fundador y director de la revista «Política», preso político y dos veces diputado federal.

## Biografía
Fue ingeniero agrónomo egresado de la Escuela Nacional de Agricultura (ENA) y también realizó estudios de economía en la Escuela Nacional de Economía de la Universidad Nacional Autónoma de México (UNAM).
Se desempeñó como inspector de crédito en el Banco Nacional de Comercio Exterior de 1940 a 1942 y director de la publicación «Estudios Económicos» del Banco de México en 1948. Entre 1945 y 1960 editó la revista «Problemas Agrícolas e Industriales de México»; y, a partir de 1960 y hasta 1968 encabezó la publicación de la revista quincenal «Política». Dicha publicación, bandera de posiciones de progresistas y de izquierda, denunció además el autoritarismo de los gobiernos de Adolfo López Mateos y Gustavo Díaz Ordaz y el régimen del Partido Revolucionario Institucional (PRI). Durante esta época, Marcué fue además uno de los fundadores e integrante del Movimiento de Liberación Nacional, en coincidió con Lázaro Cárdenas e intelectuales como Carlos Fuentes, Pablo González Casanova o Víctor Flores Olea, entre otros, muchos de ellos colaboradores de su revista.
Presionado por el gobierno, que combatió la revista ahogándola económicamente y restrigiendo su provision de papel por la paraestatal Productora e Importadora de Papel, S. A. (PIPSA), en diciembre de 1967 de publicó su último número. El 19 de septiembre de 1968 fue arrestado y procesado como presunto instigador de los hechos relacionados al movimiento estudiantil de dicho año, junto a personajes como José Revueltas o Elí de Gortari. Fue liberado dos años y medio después, siendo considerado como un preso político.
Refiere Julio Scherer García que estuvo en nómina no oficial, pagada a través de Banrural, en el gobierno de López Portillo 
En 1987 se unió a la campaña presidencial de Cuauhtémoc Cárdenas Solórzano por el Frente Democrático Nacional en las elecciones de 1988. En dichas elecciones fue elegido diputado federal por el principio de representación proporcional a la LIV Legislatura de dicho año a 1991. Fue originariamente elegido en la lista de candidatos del Partido Popular Socialista (PPS), pero el 2 de septiembre de 1988 se unió al grupo parlamentario que se denominó «de la Corriente Democrática», que el 29 de agosto de 1989 se convirtió en el grupo parlamentario del Partido de la Revolución Democrática (PRD), en el que quedó integrado hasta el fin de la legislatura.
Por segunda ocasión fue elegido diputado federal por el mismo principio de representación proporcional a la LVI Legislatura de 1994 a 1997, pero falleció en ejercicio de dicho cargo el 6 de septiembre de 1995.